# منى بوسمرة
منى درويش بوسمرة هي صحافية إماراتية، من مواليد منطقة «أم سقيم» بالجميرا في دبي، حاصلة على شهادة البكالوريوس في الصحافة من جامعة الإمارات عام 1997، وتشغل منصب رئيس التحرير المسؤول لصحيفة البيان الإماراتية.

## حياتها
ولدت منى في حي أم سقيم في دبي لأسرة بسيطة، مارست في طفولتها الألعاب الشعبية وكرة القدم، ولأنها كانت الابنة الوحيدة آنذاك لوالديها والشقيقة الوحيدة لإخوانها، قبل قدوم أختها مها، أكملت دراستها الابتدائية في مدرسة قرطبة للبنات، والثانوية في مدرسة زعبيل للبنات، ومدرسة أم سقيم، وبعد تخرجها من الفرع الأدبي قررت دراسة الصحافة في جامعة الإمارات العربية المتحدة فعملت على تنمية مواهبها ومهاراتها من خلال الانخراط في تحرير نشرات الجامعة الصحفية وإجراء حوارات مع شخصيات مسؤولة؛ وأن أول حوار أجرته آنذاك كان مع سفير اليمن لدى دولة الإمارات، تخرجت من الجامعة حاصلة على شهادة البكالوريوس عام 1997، لتبدأ حياتها العملية في عام 1998، فعملت بجريدة الخليج والاتحاد، وشاركت في الاجتماع التأسيسي لجمعية الصحفيين الإماراتية عام 2000، وأصبحت عضواً فعالاً فيه، وشغلت منصب أمين السر تحت قيادة أول رؤساء الجمعية، محمد يوسف؛ وفي عام 2008 انضمت إلى نادي دبي للصحافة، قبل أن تصبح مديرة له سنة 2013، فساهمت في تطوير المشاريع الإعلامية لحكومة دبي ومنها جائزة الصحافة العربية ومنتدى الإعلام العربي، وحصلت على العديد من الجوائز وشهادات التقدير.

## عضوية ومناصب
- رئيس التحرير المسؤول لصحيفة البيان الإماراتية.[5]
- رئيسة التحرير لصحيفة الامارات اليوم
- مديرة نادي دبي للصحافة
- صحافية في صحيفة الاتحاد من عام 1998 لغاية 2008.
- ناشطة في العمل المجتمعي.
- انتخبت في مجلس إدارة جمعية الصحفيين الإماراتية منذ عام 2004.
- أمينة سر جمعية الصحفيين الإماراتية لمدة 10 أعوام.
- أول رئيس مجلس ادارة منتخب لصندوق التكافل الاجتماعي لجمعية الصحافيين
- نائبة لرئيس جمعية الصحفيين الإماراتية لدورتين متتاليتين عامي 2014، و2016.[6]
- عضو المكتب الدائم لاتحاد الصحافيين العرب من عام 2004 لغاية 2016 .
- عضو في اللجنة التنفيذية للنوع الاجتماعي بالاتحاد الدولي للصحفيين 2013.[7]
- عضو مجلس الأمناء في جائزة محمد بن راشد آل مكتوب للإبداع الرياضي [الإنجليزية]
- عضو مجلس ادارة جائزة الصحافة العربية.
- عضو مجلس ادارة مؤسسة دبي للمرأة.

## جوائز
- حاصلة على أوسكار الصحافة سنة 2007.
- جائزة الصحافة الإلكترونية في القاهرة سنة 2014.
- جائزة الصحافة الذكية
- كرمتها جامعة الدول العربية ممثلة بمجلس وزراء الاعلام العربي  كافضل شخصية اعلامية قدمت مبادرات صحفية تخدم اهداف التنمية المستدامة في المنطقة